# A. Michael Baldwin
A. Michael Baldwin (Los Angeles, 4 aprile 1963) è un attore, produttore cinematografico e sceneggiatore statunitense, famoso per aver interpretato il ruolo di Mike nel film Fantasmi.

## Biografia
È figlio dell'animatore Gerard Baldwin, il quale lavorò in molti cartoni animati classici come Gli Antenati, I pronipoti, George della giungla e tanti altri. Tuttavia non ha nessuna parentela coi fratelli Alec, Daniel, William e Stephen Baldwin.
Michael Baldwin iniziò a recitare da adolescente e fu anche un membro del Teenage Drama Workshop alla California State University. È molto conosciuto per il suo ruolo di Mike nei film della serie cinematografica horror Phantasm (eccetto Fantasmi II). Negli anni ottanta lasciò temporaneamente la recitazione per dedicarsi al misticismo orientale. Alcune sue ultime realizzazioni sono aver sceneggiato, prodotto e recitato nel film Vice Girls e nel suo sequel.
In seguito ha insegnato recitazione a Austin (Texas).
Come rivelato da Baldwin stesso, la "A" iniziale del suo nome non ha alcun significato.

## Filmografia

### Attore

#### Cinema
- Kenny & Company, regia di Don Coscarelli (1976)
- Fantasmi (Phantasm), regia di Don Coscarelli (1979)
- Fantasmi II (Phantasm II), regia di Don Coscarelli (1988)
- Fantasmi III - Lord of the Dead (Phantasm III: Lord of the Dead), regia di Don Coscarelli (1994)
- Vice Girls, regia di Richard Gabai (1997)
- Phantasm IV: Oblivion, regia di Don Coscarelli (1998)
- Virtual Girl 2: Virtual Vegas, regia di Richard Gabai (2001) Uscito in home video
- Brutal, regia di Darla Rae e Michael Patrick Stevens (2012)
- It Came from the Dead, regia di Justin Paul Warren - cortometraggio (2013)
- Welcome to the Dauntless Motel, regia di Justin Paul Warren - cortometraggio (2014)
- The Pick-Axe Murders Part III: The Final Chapter, regia di Jeremy Sumrall (2014)
- Phantasm: Ravager, regia di David Hartman (2016)
- Flay, regia di Eric Pham (2019)

#### Televisione
- Starsky & Hutch – serie TV, 1 episodio (1976) Non accreditato
- The Fantastic Journey – serie TV, 1 episodio (1977)
- La famiglia Bradford (Eight Is Enough) – serie TV, 3 episodi (1977-1978)
- Voyagers! - Viaggiatori del tempo (Voyagers!) – serie TV, 1 episodio (1982)

### Doppiatore
- I Am the Greatest!: The Adventures of Muhammad Ali – serie TV (1977)

### Sceneggiatore
- Vice Girls, regia di Richard Gabai (1997)